# Universitat de les Illes Fèroe
La Universitat de les Illes Fèroe (feroès Fróðskaparsetur Føroya) és una universitat estatal situada a Tórshavn, la capital de les illes Fèroe. Consta de cinc facultats: Facultat de Llengua i Literatura Feroesa, Facultat de Ciències Socials i Història, Facultat d'Educació, Facultat de Ciència i Tecnologia i Facultat de Ciències de la Salut. La Universitat ofereix graus, màsters i programes de doctorat.
El nombre d'estudiants és relativament petit (uns 1000). La Universitat organitza anualment un concurs de tesis obert a tots els estudiants. L'idioma educatiu de la universitat és el feroès, per la qual cosa és l'única universitat del món que imparteix classes oficialment en llengua feroesa, tot i que algunes classes s'imparteixen en altres idiomes.
La universitat col·labora estretament amb les universitats de Copenhaguen i d'Islàndia per a projectes de recerca, i és membre de l'Associació Internacional d'Universitats i de la UArctic.

## Història
La Universitat de les Illes Fèroe va ser fundada el 1965 per membres de la Societat Científica Feroesa, fundada el 1952. Entre les seves activitats, la Societat va publicar un periòdic científic i va realitzar un treball exhaustiu compilant vocabulari feroès.

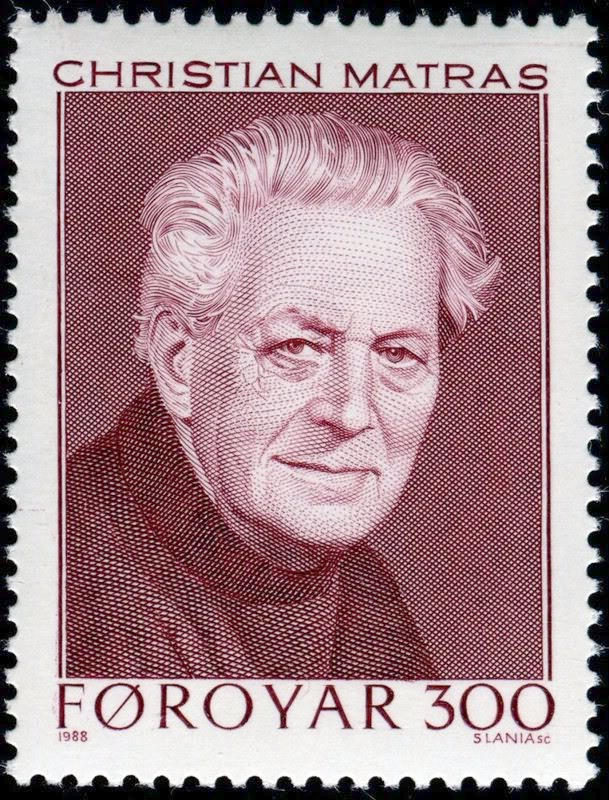
Christian Matras.

La universitat va començar amb un professor, Christian Matras, i una registradora, Maud Heinesen. En els seus primers anys, el centre oferia cursos d'un any d'història natural i llengua feroesa per als professors. La universitat va organitzar un comitè de recol·lecció que tenia com a tasca la preservació de tota la cultura popular feroesa. Avui aquest material es troba als arxius de la Facultat de Llengua i Literatura Feroesa. El 1972 es va nomenar un altre comitè per recopilar himnes feroesos i balades espirituals.
L'1 d'agost de 2008 l'Escola Feroesa d'Educació i l'Escola Feroesa d'Infermeria es van incorporar a la universitat, convertint-se així en els seus quart i cinquè departaments.

## Organització i administració

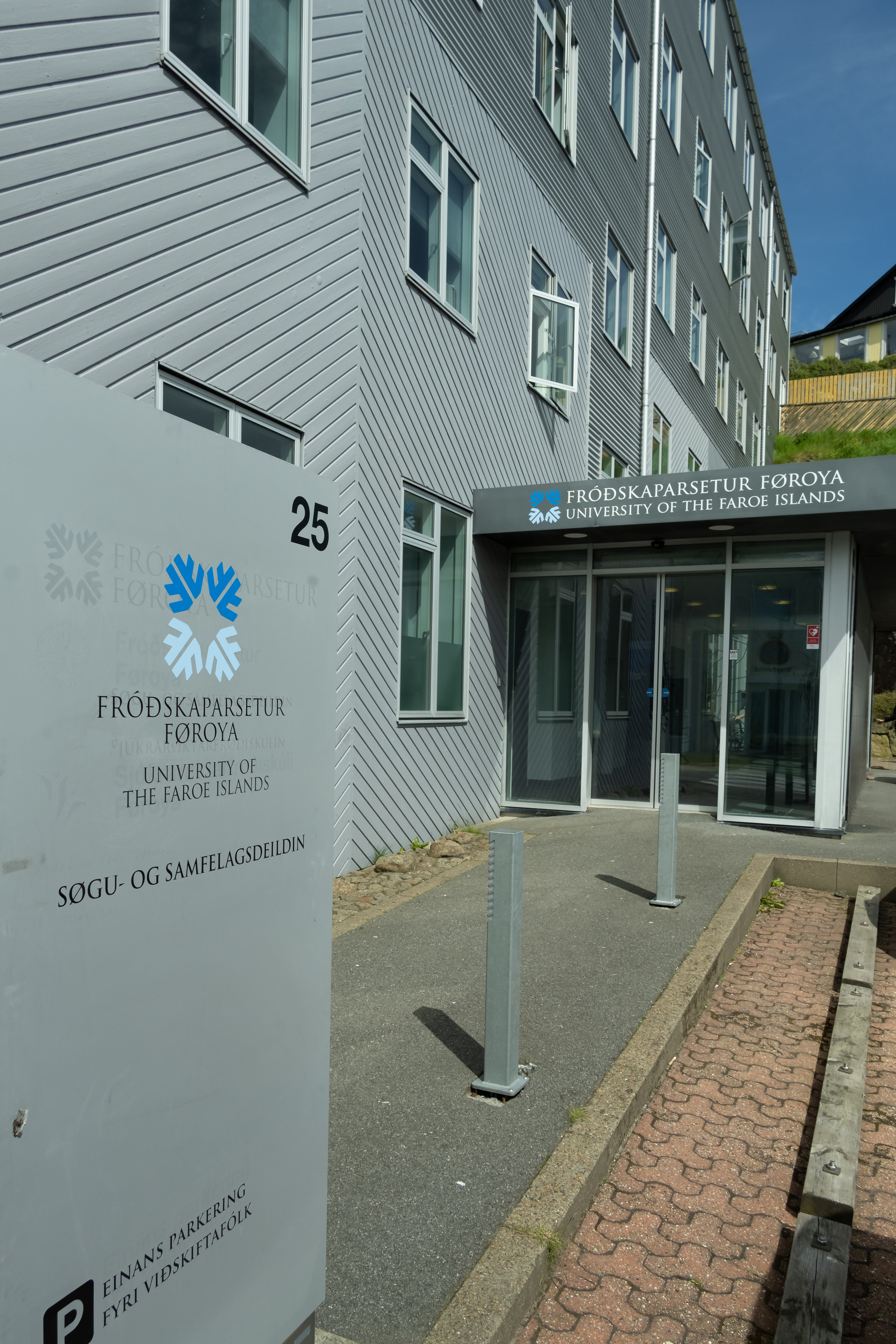
Edifici de la universitat a Tórshavn.

La Universitat de les Illes Fèroe és administrada per una junta de set directors. Quatre són designats directament pel ministre, mentre que els tres restants són nomenats per recomanació de la universitat. El Consell d'Administració és l'encarregat de nomenar el rector.
La universitat Fèroe està finançada públicament. El 2010, el govern feroès li va assignar 68.178.000 DKK. A part del govern, també rep finançament per a projectes específics de l'Agència Danesa de Ciència, Tecnologia i Innovació, així com del sector privat.

## Perfil acadèmic
La Universitat de les Illes Fèroe està dividida en cinc facultats: Llengua i literatura feroesa, Història i Ciències Socials, Educació, Ciència i Tecnologia i Ciències de la Salut.
La universitat ofereix un total de setze ensenyaments diferents de primer grau (2023):
- Llicenciatura en Llengua i literatura feroeses
- Llicenciatura en Història, Petites Nacions i Globalització
- Llicenciatura en Ciències Socials en Política i Administració
- Facultat d'Infermeria.Llicenciatura en Infermeria

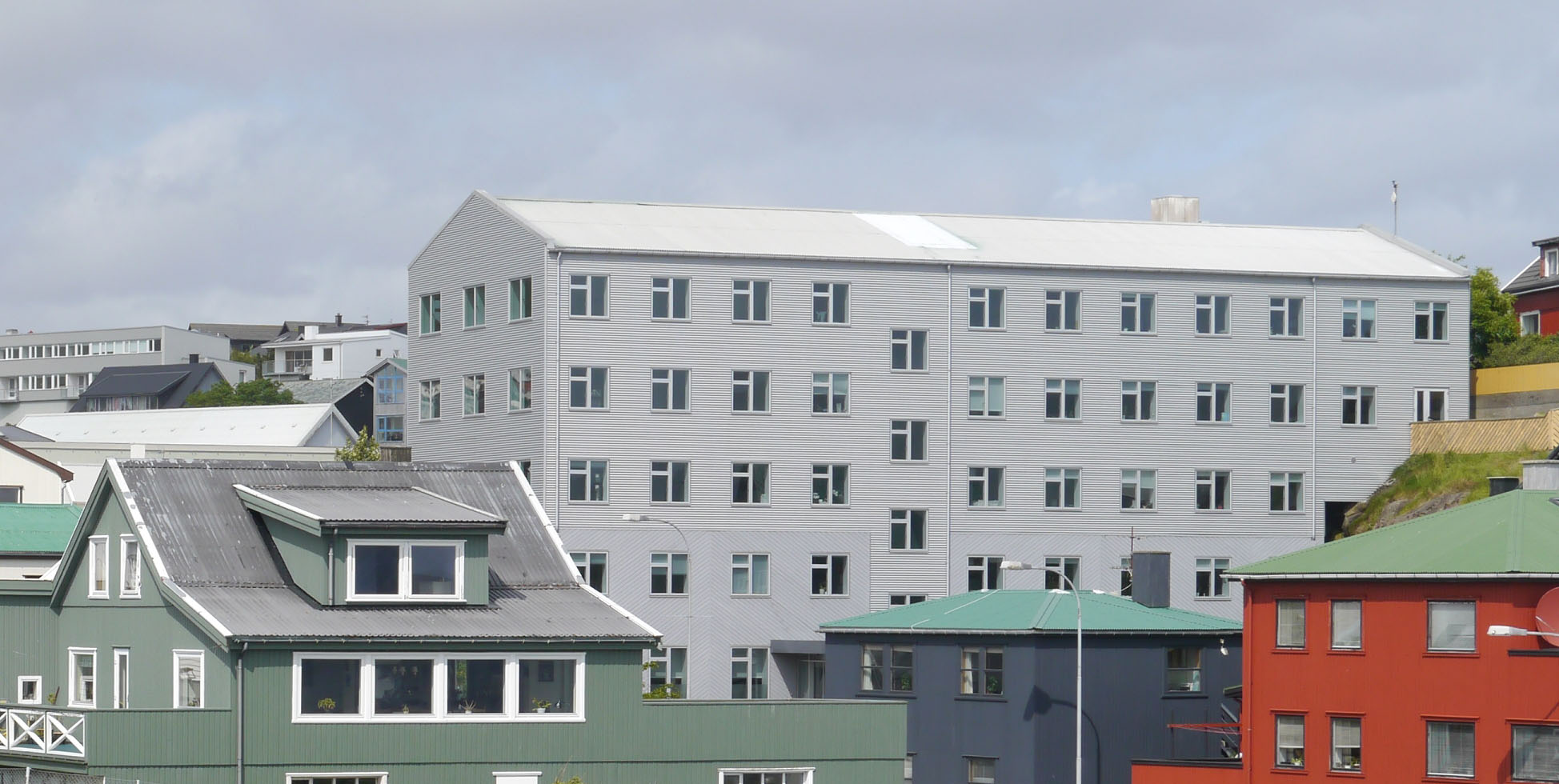
Facultat d'Infermeria.

- Llicenciatura en Educació Primària i Educació Secundària
- Llicenciatura en Desenvolupament Pedagògic
- Llicenciatura en Ciències de l'Energia i les Matemàtiques
- Llicenciatura en Infermeria
- Llicenciatura en Enginyeria del Programari
- Llicenciatura en Biologia
- Llicenciatura en Ciències de la Vida Molecular
- Llicenciatura en Arts Creatives
- Llicenciatura en Dret
- Llicenciatura en Ciències de l'Enginyeria
- Llicenciatura en Ciències Econòmiques i Administració d'Empreses
- Grau Suplementari d'Enginyers Marítims

També hi ha vuit màsters (2023):
- Màster en Llengua i Literatura Feroesa
- Màster en Dret
- Màster en Política i Administració
- Màster en Ciències Socials
- Màster en Història
- Màster en Ciències de la Salut
- Màster en Ciències de la Salut Pública
- Màster en Estudis nòrdics occidentals

També hi ha cursos de màster conjunts en cooperació amb la Universitat de Groenlàndia, la Universitat d'Akureyri (Islàndia), la Universitat d'Islàndia i la Universitat de Nordland (Noruega):
- Màster en estudis nòrdics occidentals, governança i gestió sostenible

## Recerca
La recerca és una prioritat de la Universitat de les Illes Fèroe. La seva missió és augmentar el coneixement dins de la universitat i de la societat feroesa. La investigació se centra en diversos camps, com ara la lingüística i la literatura de la llengua feroesa, l'educació, la didàctica, la competitivitat, la democràcia, el temps, els corrents de marea, les onades i l'aqüicultura. El Centre de Recerca per al Desenvolupament Social és una institució connectada amb la universitat que duu a terme projectes de recerca de 3 a 5 anys de durada.